# Хоу Чжихуэй
Хоу Чжихуэй (род. 18 марта 1997 года) — китайская тяжелоатлетка, двукратная олимпийская чемпионка 2020 и 2024 годов, чемпионка мира 2018 года, серебряный призёр чемпионатов мира 2019 и 2023 годов, двукратная чемпионка Азии, призёр юношеского чемпионата мира 2015 года.

## Карьера
Студентка занимающаяся спортивными исследованиями — Хунаньский педагогический университет: Чанша, Китай.
Она начала заниматься спортом в 2009 году.
На юниорском чемпионате мира 2015 года, спортсменка из Китая завоевала серебряную медаль в весовой категории до 48 кг, взяв вес 204 кг.
В начале ноября 2018 года на чемпионате мира в Ашхабаде, китайская спортсменка, в весовой категории до 48 кг, завоевала абсолютную золотуюю медаль, взяв общий вес 208 кг. И в упражнение рывок и в толчке также она была первой.
На предолимпийском чемпионате мира 2019 года, который проходил в Таиланде, китайская спортсменка завоевала серебряную медаль в весовой категории до 49 кг. Общий вес на штанге 211 кг. В упражнении рывок она стала первой (94 кг), в толкании завоевала малую серебряную медаль (117 кг).
В 2021 году в Токио Хоу Чжихуэй стала Олимпийской чемпионкой в категории до 49 кг. Китаянка в сумме установив олимпийский рекорд показала результат 210 кг (94 кг в рывке + 116 кг в толчке). 
На чемпионате мира 2022 года в Боготе, в Колумбии в категории до 49 кг завоевала бронзовую медаль по сумме двух упражнений с результатом 198 кг, также в её копилке малая бронзовая медаль в рывке (89 кг).
В Саудовской Аравии, где состоялся Чемпионат мира по тяжёлой атлетике 2023 года, китайская спортсменка в категории до 49 кг завоевала серебряную медаль чемпионата мира с результатом 211 кг по сумме двух упражнений. Малая золотая медаль в рывке с весом на штанге 95 кг покорились ей. В толчке она была второй — 116 кг.
На летних Олимпийских играх в Париже в 2024 году, в категории до 49 кг, Хоу завоевала золотую медаль с результатом по сумме двух упражнений — 206 кг. В толчке установила новый олимпийский рекорд — 117 кг.